# Samuel Dasberg

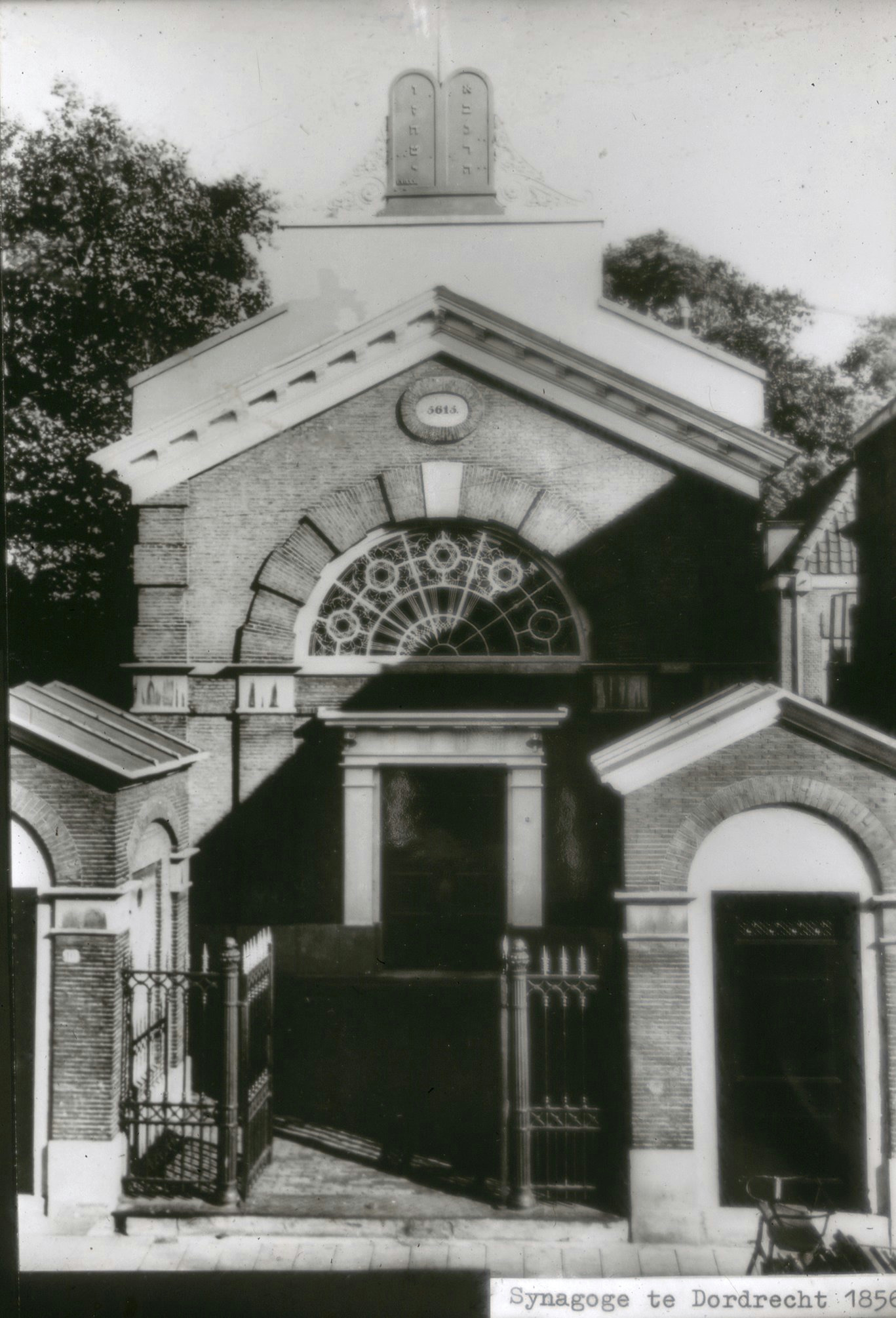
De synagoge aan de Varkenmarkt waar Samuel Dasberg als rabbijn werd geïnstalleerd.

Samuel Dasberg (Rotterdam, 31 maart 1872 - Amsterdam, 2 april 1933) was een Nederlandse rabbijn in Dordrecht.

## Biografie
Dasberg werd in Rotterdam geboren als achtste kind en jongste zoon van Isaac Dasberg, die koopman en handelaar in scheepsbenodigdheden was, en Jette Lutraan. Hij had zes broers en twee zussen. Op de openbare lagere school zag een onderwijzer dat Dasberg intelligent was en maakte zijn vader duidelijk dat de jonge jongen de capaciteiten had om te studeren. Vader Dasberg zag daar echter weinig in, gezien het grote gezin dat met een klein inkomen moest worden onderhouden. Naast de openbare school ging Dasberg ook naar de joodse school, waar hij les kreeg in Hebreeuws en Thora. Ook daar drong een onderwijzer er bij Dasbergs vader op aan dat Dasberg zou gaan studeren. Uiteindelijk werd Dasberg in 1885 naar het Nederlands Israëlitisch Seminarium in Amsterdam gestuurd om te worden opgeleid tot rabbijn. Dit werd gefinancierd vanuit de joodse gemeenschap.

### Verhuizing naar Dordrecht
In 1894 overleed in Dordrecht de rabbijn Aäron Salomon Norden. Hoewel Dasberg niet solliciteerde, besliste de opperrabbijn van Rotterdam, Bernhard Löbel Ritter, dat hij rabbijn voor de Dordtse joodse gemeente moest worden. Op 31 augustus 1894 werd Dasberg benoemd en ging tegenover de synagoge aan de Varkenmarkt wonen.
In 1895 trouwde hij in Borculo met Dina de Vries. Samen kregen ze zeven kinderen, die allen in Dordrecht geboren werden en waarvan er een op zeer jonge leeftijd overleed. Twaalf jaar later, in 1907, werd Dasberg docent Hebreeuws aan het Johan de Witt-gymnasium. Later ging hij ook in Gorinchem en Rotterdam hetzelfde vak doceren. Ook had hij een bestuurlijke functie in enkele joodse verenigingen in Dordrecht. In 1932 voelde Dasberg zich echter genoodzaakt zijn functies neer te leggen, aangezien zijn gezondheid verslechterde. Bij zijn afscheid werd hij benoemd tot Ridder in de Orde van Oranje-Nassau en ontving hij de moree-titel, een hoge joodse religieuze onderscheiding. Hierna verhuisde Dasberg naar Amsterdam. Hij werd opgevolgd door rabbijn Barend Katan.
Begin 1933 maakte Dasberg zich grote zorgen over de ontwikkelingen in nazi-Duitsland. Twee dagen nadat hij een protestvergadering in Amsterdam bijwoonde, overleed hij, mogelijk door de spanningen, aan een hartaanval. Dasberg ligt begraven op de joodse begraafplaats in Dordrecht. In deze stad is het Samuel Dasberghof naar hem vernoemd.

### Tijdens en na de Holocaust
Twee van Dasbergs kinderen, waaronder opperrabbijn Simon Dasberg, werden tijdens de Holocaust vermoord. Drie andere zonen emigreerden na de Tweede Wereldoorlog naar Israël. Dasbergs vrouw en hun dochter overleefden eveneens de oorlog. Geen van hen keerde ooit terug naar Dordrecht. Dina weigerde naar Palestina te gaan om zich te laten ruilen tegen een Duitse krijgsgevangene. In plaats daarvan stond zij haar plaats af aan Clara Asscher-Pinkhof, de schrijfster van onder meer het boek Sterrenkinderen. Hierdoor overleefde laatstgenoemde eveneens de Holocaust.